# Gail Neall
Gail Neall, później Yeoh (ur. 2 sierpnia 1955 w Sydney) – australijska pływaczka specjalizująca się w stylu motylkowym i zmiennym, mistrzyni olimpijska (1972) i była rekordzistka świata.

## Kariera
W 1970 roku podczas igrzysk Brytyjskiej Wspólnoty Narodów w Edynburgu z czasem 5:15,82 zdobyła srebrny medal na dystansie 400 m stylem zmiennym.
Dwa lata później, na igrzyskach olimpijskich w Monachium wywalczyła w tej konkurencji złoto, ustanawiając nowy rekord świata (5:02,97). Na 200 m stylem motylkowym zajęła siódme miejsce. W konkurencji 200 m stylem zmiennym odpadła w eliminacjach i została sklasyfikowana na 13. pozycji.
Podczas Igrzysk Brytyjskiej Wspólnoty Narodów 1974 zdobyła brąz na 200 m stylem motylkowym. Wkrótce zakończyła karierę pływacką.
W 1996 roku została wprowadzona do International Swimming Hall of Fame.